# Ægosthènes
Ægosthènes (en grec ancien : τὰ Αἰγόσθενα), parfois francisée en Égosthéna ou Aigosthena, est une ancienne cité grecque fortifiée d'Attique, à environ 20 km au nord-ouest de Mégare, à laquelle la cité appartenait.
Situé sur la côte du golfe de Corinthe, le site abrite un port fortifié, construit dans une zone  boisée et vallonnée. Les murs de la cité ont été préservés autour de la citadelle et le long du mur nord des fortifications. La citadelle abrite certaines des plus hautes tours de la Grèce antique encore debout. 
La citadelle est située à proximité de l'actuel port et station balnéaire de Pórto Germenó. 

Forteresse d'Ægosthènes
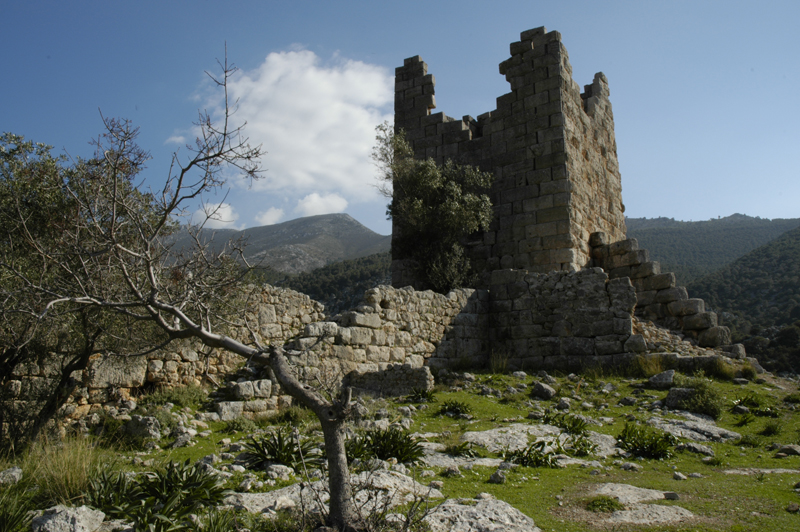
Tour carrée de la forteresse.
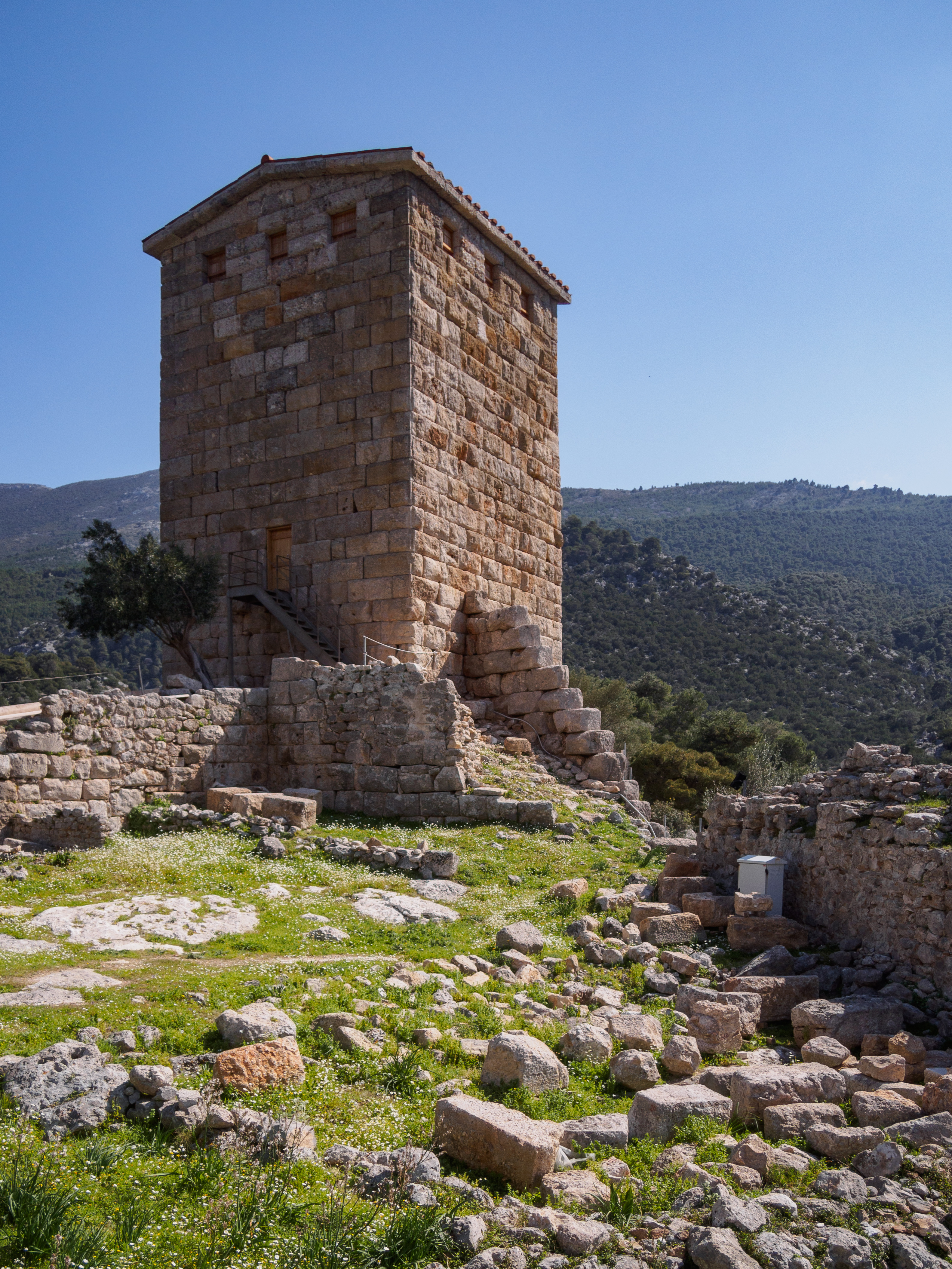
Tour après restauration.
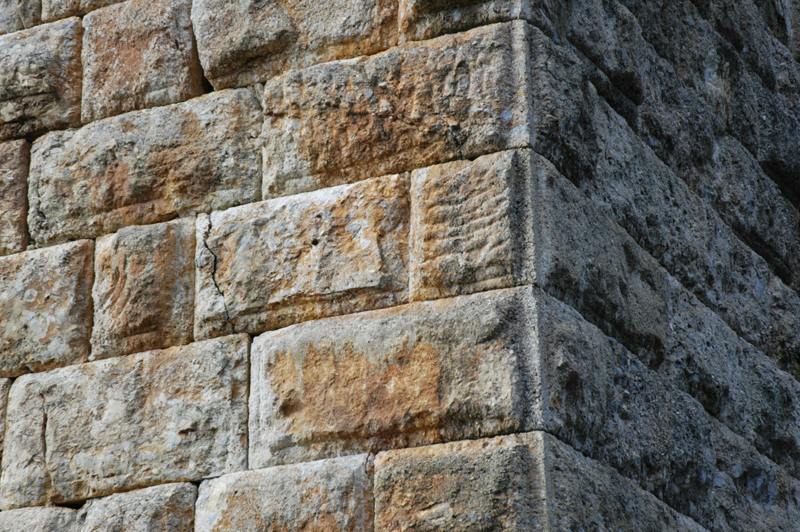
Appareil à bossages de la tour.
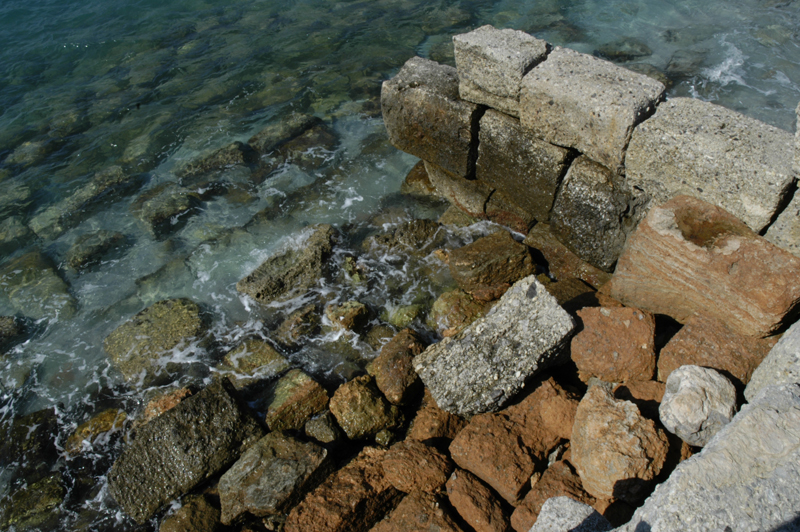
Fortification sur le golfe de Corinthe.
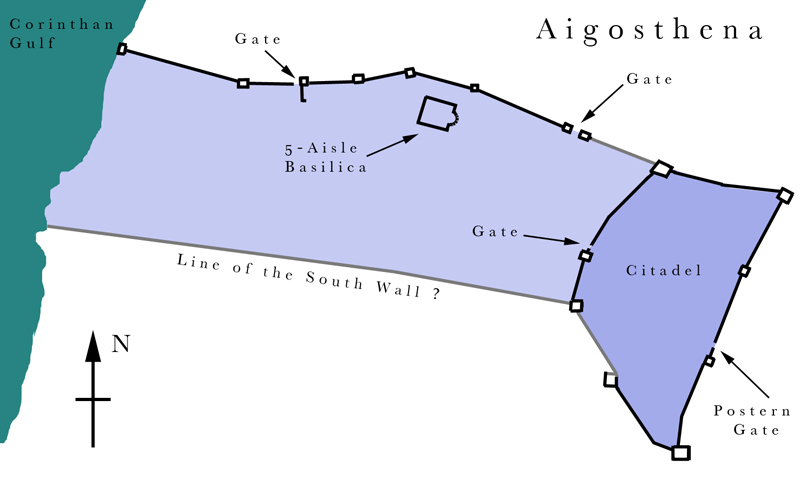
Plan de la forteresse d'Ægosthènes.